# Enrique Ernesto Wolff Dos Santos
Enrique Ernesto Wolff Dos Santos (Buenos Aires, 21 de febrer de 1949) més conegut com a Quique Wolff és un exfutbolista internacional argentí de la dècada de 1970.

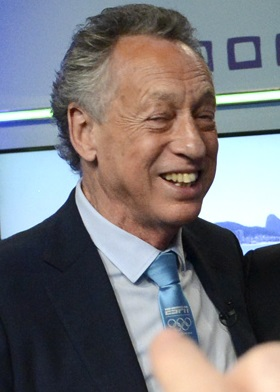
Enrique Wolff el 2016.

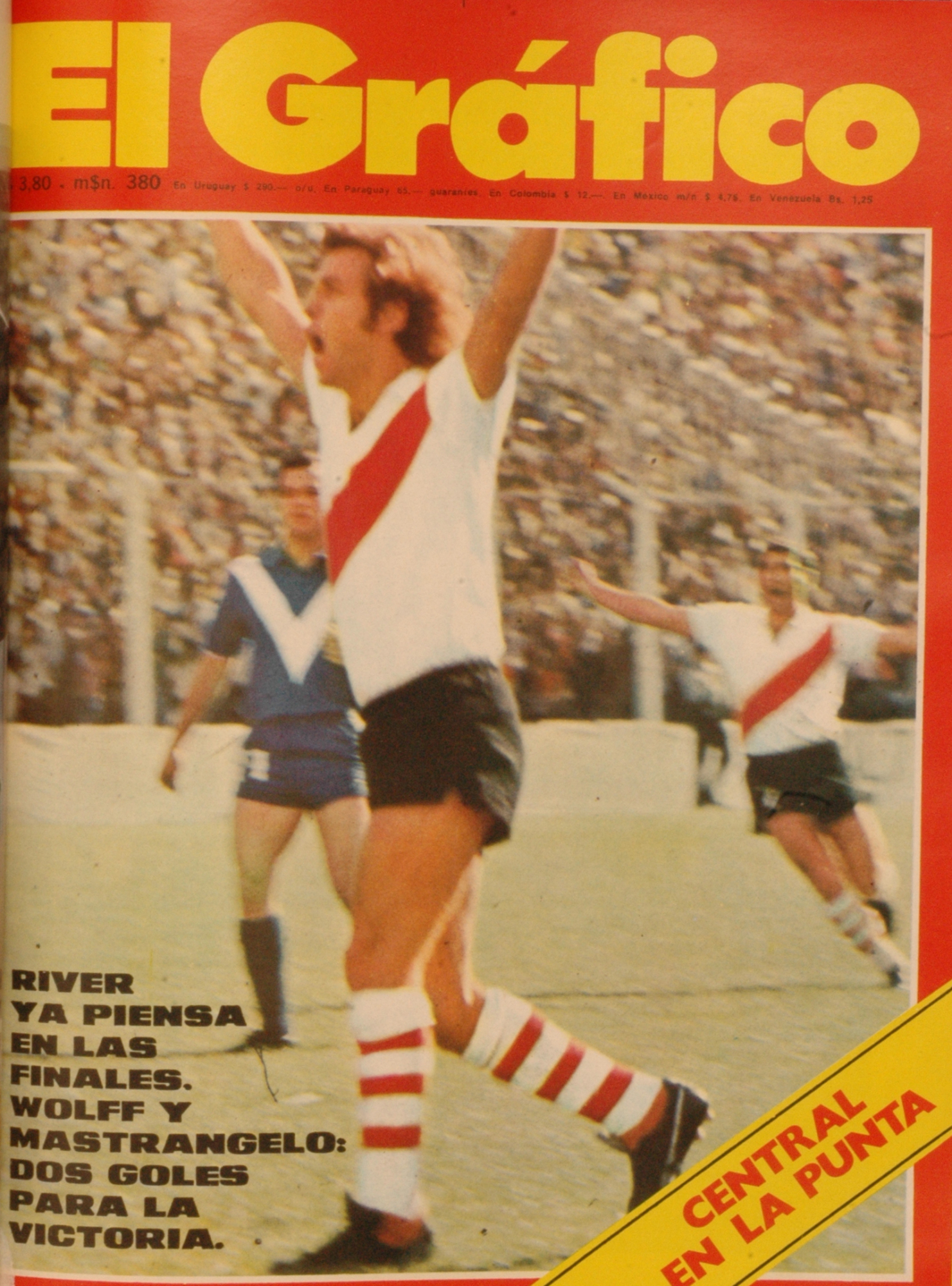
Wolff el 1973.

Va jugar com a defensa a diferents clubs argentins, la UD Las Palmas, el Reial Madrid CF i a la selecció argentina.
Un cop retirat ha destacat com a presentador de televisió a programes com Simplemente Fútbol a l'Argentina (1992-96), a Fox Sports Americas (1998) i ESPN des del 2000.

## Palmarès
Reial Madrid
- La Liga: 1977–78, 1978–79